# Гіркота падіння
«Гіркота падіння» — радянський художній фільм 1987 року, знятий режисером Санжаром Бабаєвим на кіностудії «Узбекфільм».

## Сюжет
Продавець магазину канцтоварів Аброр виявляє здатність готувати плов і тепер розуміє, чому батько перед смертю прагнув передати йому секрет цього мистецтва. Про талант юнака стає відомо директору ресторану Усманову, і той запрошує Аброра варити плов для обраних.

## У ролях
- Бехзод Хамраєв — Аброр
- Наїля Ташкенбаєва — мати
- Обіджан Юнусов — Шариф
- Баходир Юлдашев — Усманов
- Джамшид Закіров — Рахім
- Зухрітдін Режаметов — Умар
- Наргіз Мамедова — Барчина
- Аброр Турсунов — Кучкар
- Закір Мумінов — Хусон
- Ходжіакбар Нурматов — епізод
- Анжеліка Лашманова — епізод
- Туйчі Аріпов — епізод
- Джавлон Хамраєв — епізод
- Саїдкаміль Умаров — епізод
- Соат Шаріпов — епізод
- Сагді Табібуллаєв — епізод
- Санат Диванов — епізод
- Йодгар Сагдієв — слідчий
- Шавкат Газієв — епізод
- Мухаммаджон Холматов — епізод
- Ш. Саїдалієва — епізод
- Шаїра Мадалієва — епізод
- Раджаб Адашев — епізод
- А. Абдукарімов — епізод
- Шахноза Собірова — епізод
- Султан Пашша Рахімова — епізод
- Ірада Алієва — епізод

## Знімальна група
- Режисер — Санжар Бабаєв
- Сценарист — Юсуп Разиков
- Оператори — Ріфкат Ібрагімов, Валерій Алламяров
- Композитор — Руміль Вільданов
- Художник — Садріддін Зіямухамедов